# 王廷珍
王廷珍（越南语：／，1871年—？年），越南阮朝官員。

## 生平
王廷珍是乂安省英山府南壇縣春柳總雲山社（今屬乂安省南壇縣雲延社）人，副榜王名璝堂弟，嗣德二十四年（1871年）出生。成泰六年（1894年），王廷珍參加乂安場鄉試，考中舉人。次年（1895年），王廷珍會試中格，庭試考中副榜。後任知府。